# Christophe Charles (journaliste)
Christophe Charles est un journaliste de radio.
Après son baccalauréat au Lycée Chaptal, Christophe Charles entre à Sciences Po Grenoble en 1989.
Issu du Centre de formation des journalistes de Paris (1993 à 1995), il intègre la rédaction d'Europe 1 en 1995.
En 2009, il devient rédacteur en chef des journaux du matin sous la direction de Céline Pigalle, directrice adjointe de la rédaction.

## Carrière à Europe 1
- En 1999 - 2000, il présente les journaux de 5 h 30 et 7 h 30
- En 2003 - 2004, il anime la tranche 6 h 30-7 h
- En 2005 - 2006, Il anime la tranche 5 h 30-6 h[4].
- En 2007 - 2008, il présente les journaux de 6 h 30 et 8 h
- En 2008 - 2009, il présente les journaux de 7 h et 8 h 30 dans "Europe 1 Week-end" avec Jacky Gallois ainsi que le journal de 10 h.
- À la rentrée 2010, il présente le journal de 6 h 30 dans "Europe 1 Matin" avec Marc-Olivier Fogiel[5].

Depuis novembre 2011, il présente les journaux de 18 h et 19 h dans Europe 1 Soir[Passage à actualiser].
- À la rentrée 2014, il présentera les journaux de 7 h et 9 h en semaine [6].
- A la rentrée 2016, il quitte la presentation des journaux la semaine pour présenter les journaux dans la matinale du week-end.